# Heinrich Wilthelm
Heinrich Wilthelm

Link zum Bild

Heinrich Wilthelm (* 17. November 1913 in Bochum; † 19. November 1969 in Bochum) war ein deutscher Künstler.

## Leben
Wilthelm studierte Kunst an der Folkwangschule in Essen von 1929 bis 1932 und an der Kunstakademie in Düsseldorf von 1932 bis 1939. Er war ein Schüler von Ewald Mataré und Meisterschüler bei Professor Heinrich Nauen. Im Jahr 1938 erhielt er den Italienpreis der Staatlichen Kunstakademie Düsseldorf.
1939 bis 1945 wurde er als Soldat eingezogen. 1943 starb seine Frau bei einem Bombenangriff. Seine Werke gingen verloren. Er kehrte 1947 heim.
In der Nachkriegszeit war er freischaffend in Bochum tätig. Wilthelm schuf unter anderem das Mosaik „Phönix“ für den alten Haupteingang des Staatlichen Gymnasiums Bochum, die Fenster der Bochumer Marienkirche, (heute Anneliese Brost Musikforum Ruhr), die Glasmosaike an der Annette-von-Droste-Hülshoff-Schule und das Fenster „Glas und Eisen“ an der Technischen Fachhochschule Georg Agricola. Zu weiteren Arbeiten zählten Holz- und Linolschnitte und Bibelillustrationen.
Wilthelm war Mitglied und zeitweise Vorsitzender des Bochumer Künstlerbundes. Weiterhin war er Mitglied des Ruhrländischen Künstlerbundes Essen, des Westdeutschen Künstlerbundes Hagen, des Wirtschaftsverbandes Bildener Künstler Nordrhein-Westfalen und der Internationalen Graphik-Vereinigung Xylon in Zürich. Er war an vielen Ausstellungen dieser Vereinigungen beteiligt.
Nach seinem Tod gab es Ende 1970 eine Werkschau der letzten zwei Lebensjahrzehnte des Künstlers, organisiert vom Kunstverein Bochum e.V. im Museum Bochum.